# Peter Gendolla
Peter Gendolla (* 1950 in Harsum) ist ein deutscher Literatur- und Medienwissenschaftler.
Gendolla studierte Kunstgeschichte, Philosophie und Literaturwissenschaft in Hannover und Marburg, wo er 1979 an der Philipps-Universität Marburg mit der Arbeit Die Konstruktion und Zerstörung der automatischen Puppe. Zur Geschichte des Maschinenmenschen und seiner literarischen Gestalt bei Jean Paul und E.T.A. Hoffmann promoviert wurde. Anschließend wechselte er an die Universität Siegen, wo er sich 1987 mit Phantasien der Askese. Über die Entstehung innerer Bilder am Beispiel der „Versuchung des heiligen Antonius“ habilitierte. Von 1987 bis 1992 hatte er dort eine Professur für Neuere deutsche Literaturwissenschaft/Allgemeine Literaturwissenschaft. Es folgten weitere Professuren zum Beispiel an der Ruhr-Universität Bochum. Gendolla organisiert Kongresse und Symposien im Bereich Literatur, Kunst und Medien/Technologien.

## Veröffentlichungen (Auswahl)
- Anatomie der Puppe. Zur Geschichte des Maschinenmenschen bei Jean Paul, E.T.A. Hoffmann, Villiers de l’Isle-Adam und Hans Bellmer. Universitätsverlag Winter, Heidelberg 1992.
- Zeit. Zur Geschichte der Zeiterfahrung. Vom Mythos zur „Punktzeit“. DuMont, Köln 1992.
- mit Thomas Kamphusmann: Die Künste des Zufalls. Suhrkamp Verlag, Frankfurt am Main 1999.
- Die Erfindung Italiens. Verlag Wilhelm Fink, Paderborn 2014.